# The Disastrous Life of Saiki K.
The Disastrous Life of Saiki K. er en japansk manga serie skrevet og illustreret af Shūichi Asō. Serien begyndte i det japanske blad Weekly Shonen Jump i 2012. Den 4 juli 2016 udkom serien som anime tegnefilm. (2022- Serien har 4 Sæsoner). Den første sæson har også fået en engelsk dub version. Genren er komedie. 

## Plot
Kusuo Saiki er en gymnasieelev, der blev født med flere former for psykiske evner, herunder telepati, psykokinesi, teleportation og meget mere. På trods af at have disse kræfter, står Saiki over for alle former for modgang og forsøger at undgå opmærksomhed så meget som muligt. Selve historien følger hans hverdag, hvor han prøver at leve et normalt gymnasie liv med sine "underlige" klassekammerater ved gymnasiet PK Academy.

## Personer

### Kusuo Saiki
Seriens synsvinkel og fortæller - Kusuo Saiki er en gymnasieelev, der er født med flere former for psykiske evner, selvom han har meget almindelige biologiske forældre. På grund af den elendighed, der kommer fra den opmærksomhed han modtager som en psykisk, ønsker Kusuo et normalt og almindeligt liv. Han sørger for gennemsnitlige karakterer og præstationer i idræt, for ikke at tiltrække uønsket ekstra opmærksomhed.

### Kuniharu Saiki
Hovedpersons far, der skal suges op til sine arbejdsgivere så meget, at han har fået en smag for at slikke sko. Han arbejder som redaktør for et manga forlag.

### Riki Nendo
En stor, muskuløs studerende med en Mohawk-frisure, og med et ar over sit venstre øje. Nendo er den eneste studerende på PK Academy, hvis sind Saiki ikke kan læse. Saiki anser ham for sin bedste ven.

### Shun Kaido
En klassekammerat, der kalder sig "The Jet-Black Wings" og tænker, at han hemmeligt lever som en oprører i en fantasiverden, der herskes af en ond sammensværgelsesorganisation kaldet Dark Reunion.

### Kokomi Teruhashi
En selvglad og smuk pige, som er elsket af alle - undtagen Saiki, som gør at hun er besat af at få opmærksomhed fra ham.

### Kineshi Hairo
En alt for varmblodet, energisk, lidenskabelig student, der nyder sport og konstant forsøger at få andre motiveret. På grund af sin natur er han meget vellidt af sine klassekammerater.

### Reita Toritsuka
En psykisk og en af to personer uden for Saikas familie der ved om Saikis evner. Han har evnen til at se ånder/spøgelser, men er kun interesseret i at bruge sine evner til at tiltrække piger og blive rig.

### Aren Kuboyasu
En overflyttet studerende der plejede at være kriminel på sin tidligere skole. Han forsøger at lægge sin fortid bag sig, ved at være rolig og i selvkontrol, men han har et kort temperament.

### Uryoku Chōno
En gade optrædende magiker, der optræder med sin partner Michael. Han stoler ofte på Saiki for at hjælpe ham med sine magiske tricks. 

### Amp
En arrogant gadekat, der blev reddet af Kusuo, da han blev fanget mellem to bygninger. Han besøger tit Saikis huset, hvor Kusuos far fodre ham. Saiki finder Amp irriterende, indtil Amp redder Saiki fra en kakerlak.
1. ↑  saikikusuo-no-psinan.wikia http://saikikusuo-no-psinan.wikia.com/wiki/Saiki_Kusuo_no_Sai_Nan_Wikia